# Carl Bruhns (Astronom)

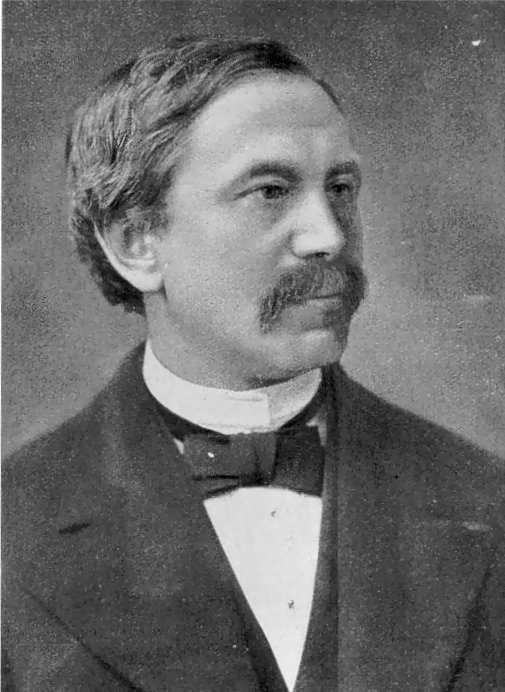
Karl Christian Bruhns

Carl Christian Bruhns, auch Karl Christian Bruhns (* 22. November 1830 in Plön; † 25. Juli 1881 in Leipzig) war ein deutscher Astronom und auch als Geodät tätig.

## Leben
Bruhns studierte zunächst Höhere Mathematik und Astronomie und wurde dann seit 1851 in einer mechanischen Werkstatt in Berlin beschäftigt. Hier konnte er durch seine Leistungen das Vertrauen Johann Franz Enckes erwerben, der seinerzeit Direktor der Berliner Sternwarte war. Encke stellte ihn 1852 als zweiten Assistent ein. 1854 wurde er erster Assistent. 1856 promovierte Bruhns mit der Schrift De planetis minoribus inter Martem et Jovem circa Solem versantibus (Über die Kleinplaneten, die sich zwischen Mars und Jupiter um die Sonne drehen) (Berlin 1856) und habilitierte sich 1859 an der Universität Berlin. Seit 1860 war Bruhns Professor der Astronomie und Direktor der Sternwarte Leipzig. Nach seinen Plänen wurde in den Jahren 1860/61 eine neue Sternwarte im Johannistal erbaut und die alte Sternwarte auf der Pleißenburg geschlossen. Bruhns leistete hervorragende Arbeit insbesondere auf dem Gebiet der Bahnberechnung von Kometen, von denen er einige entdeckte. Im Jahr 1867 wurde er zum Mitglied der Gelehrtenakademie Leopoldina gewählt. Seit 1869 war er ordentliches Mitglied der Sächsischen Akademie der Wissenschaften.
Als Johann Jacob Baeyer mit der mitteleuropäischen Gradmessung beauftragt wurde, übernahm Bruhns die astro-geodätischen Arbeiten in Sachsen. Über längere Zeit war Bruhns auch Direktor der astronomischen Sektion des Königlich Preußischen Geodätischen Instituts und gab zwischen 1865 und 1874 mehrere Bände der Astronomisch-geodätischen Arbeiten heraus.
An der Gründung eines Institutes für Geographie an der Universität Leipzig hatte Bruhns mit der Berufung von Oscar Ferdinand Peschel einen erheblichen Anteil.
Auf dem Gebiet der Meteorologie machte sich Bruhns durch die Errichtung eines relativ dichten Netzes meteorologischer Beobachtungsstationen (Wetterstationen) in Sachsen und durch die Einrichtung eines Büros für Wetterprognosen verdient.
Er wurde im Erbbegräbnis Nr. 71 in der II. Abteilung des Neuen Johannisfriedhofs in Leipzig beerdigt.

## Werke
- Die astronomische Strahlenbrechung in ihrer historischen Entwicklung. Voigt & Günther, Leipzig 1861 (books.google.de).
- Geschichte und Beschreibung der Leipziger Sternwarte. Zur Eröffnung der neuen Sternwarte am 8. November 1861. Voigt & Günther, Leipzig 1861 (books.google.de).
- Johann Franz Encke. Königl. Astronom und Director der Sternwarte in Berlin. Sein Leben und Wirken. Ernst Julius Günther, Leipzig 1869 (books.google.de).
- Alexander von Humboldt. Eine wissenschaftliche Biographie. 3 Bde. Leipzig: Brockhaus 1872. (Digitalisat des Münchner Digitalisierungszentrums)
- Atlas der Astronomie. Brockhaus, Leipzig 1872 (books.google.de).